# Piliocolobus pennantii
Piliocolobus pennantii is een zoogdier uit de familie van de apen van de Oude Wereld (Cercopithecidae). De wetenschappelijke naam van de soort werd voor het eerst geldig gepubliceerd door Waterhouse in 1838.

## Verspreiding
De soort is endemisch op het eiland Bioko (Equatoriaal-Guinea).